# Moulin des Invalides

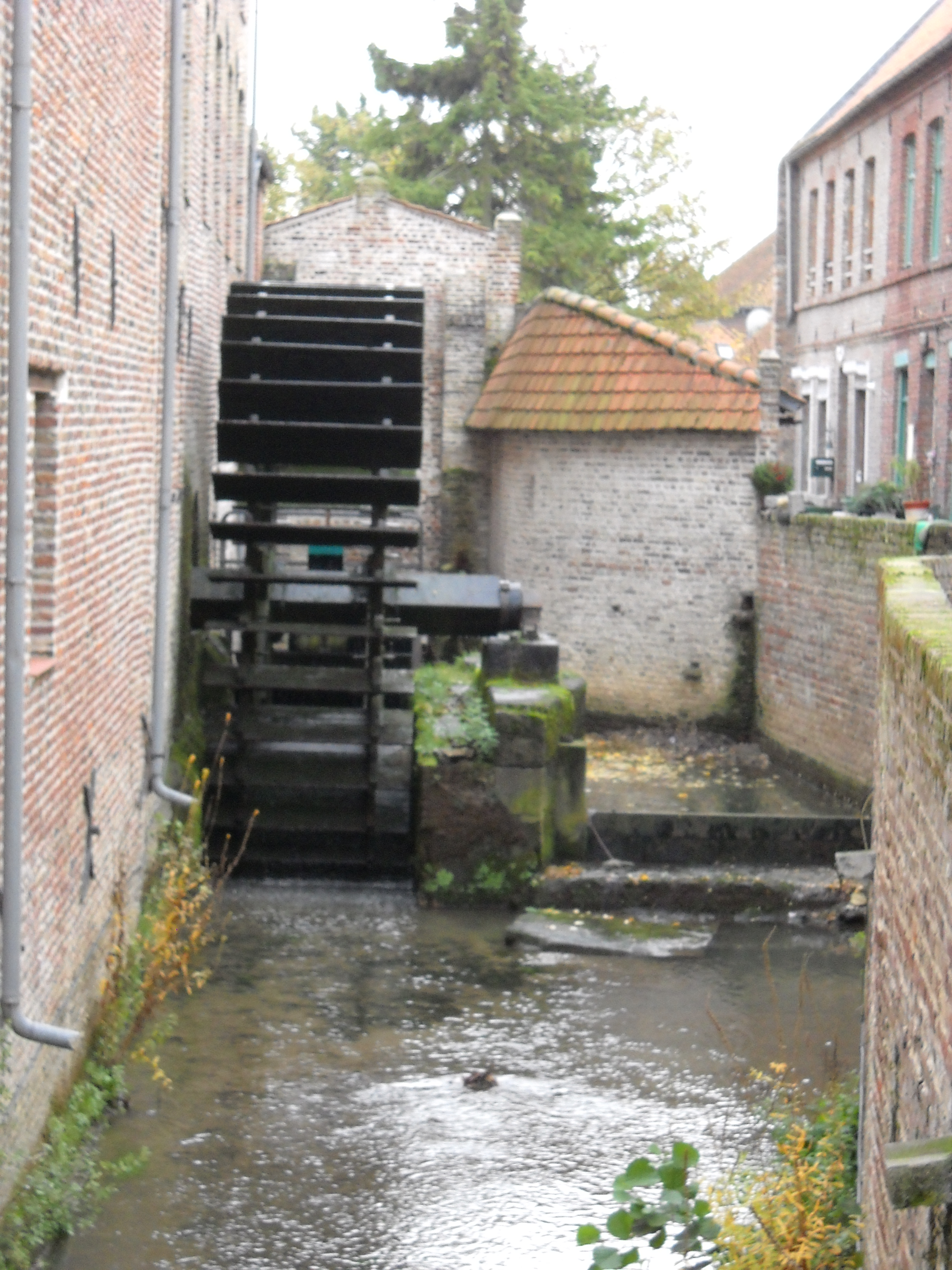
Moulin des Invalides

De Moulin des Invalides is een watermolen op de Laquette, gelegen in de tot het Franse departement Pas-de-Calais behorende stad Aire-sur-la-Lys.
De molen fungeerde als korenmolen.

## Geschiedenis
De molen werd gebouwd in 1682 voor graaf De Robelin, die ingenieur was voor de Franse koning. De bouwers waren militairen die door hun kwetsuren niet meer geschikt waren voor militaire dienst. In 1790 werd gemeld dat de molen twee schoepenraderen bezat, maar dat de stroming te zwak was om beide raderen te laten draaien.
In 1840 werd de molen gedeeltelijk herbouwd en ook vergroot. Er kwam ook een lier om de zakken graan op te hijsen. In de loop van de 19e eeuw volgde mechanisatie en in 1878 werd het huidige gebouw opgericht. In de 20e eeuw kwam elektrische aandrijving. In 1979 werd het bedrijf beëindigd.
In 1996 werd een nieuw waterrad aangebracht, dat dezelfde diameter van 5,2 meter had als in 1790 het geval was.